# Ptaotepe
Ptaotepe ou Ptá-Hotepe (em egípcio:  ptḥ ḥtp piˈtaħħaːtip "Paz de Ptá"), às vezes conhecido como Ptaotepe I, foi um vizir egípcio antigo durante a Quinta Dinastia do Egito no final do século XXV e início do XXIV a.C.

## Vida
Ptaotepe foi o administrador da cidade e vizir (primeiro ministro) durante o reinado do faraó Djedecaré Issessi na Quinta Dinastia. Ele é creditado com a autoria de As Máximas de Ptaotepe, uma das primeiras peças da "literatura da sabedoria" egípcia destinada a instruir os rapazes no comportamento apropriado. 
Ele teve um filho chamado Aquetetepe, que também era um vizir. Ele e seus descendentes foram enterrados em Sacará.
O túmulo de Ptaotepe está localizado em uma mastaba no norte de Sacará (Mastaba D62), onde ele foi posto para descansar sozinho. Seu neto Ptaotepe Texefi, que viveu durante o reinado de Unas, foi enterrado na mastaba de seu pai (Mastaba 64). Seu túmulo é famoso por suas representações ilustres. Ao lado dos títulos do vizir, ele ocupa muitas outras posições importantes, como supervisor do tesouro, supervisor de escribas do documento do rei, supervisor do celeiro duplo e superintendente de todas as obras reais.

## Mastaba
Sua mastaba está localizada em Sacará. A entrada é no sudeste e decorada com dois pilares. Segue uma sala com mais duas salas de cada lado. O meio do complexo é ocupado por um pátio com dez pilares. Indo mais ao norte, várias outras salas seguem com uma contendo a porta falsa de Ptaotepe e uma mesa de oferendas à sua frente. A maioria das paredes da mastaba é decorada com relevos, mas sobretudo apenas as partes inferiores das cenas são preservadas. Eles estão mostrando principalmente portadores de oferendas. O único membro da família preservado na decoração da tumba é o filho Aotepe. O nome da esposa não é preservado. 

## As Máximas de Ptaotepe
Durante muito tempo, muitos estudiosos acreditavam que Ptaotepe escreveu o primeiro livro da história. Seu livro foi intitulado As Máximas de Ptaotepe. Como o Vizir, ele escreveu sobre vários tópicos em seu livro que foram derivados do conceito central de sabedoria e literatura egípcias que viriam da deusa Maat. Ela era filha do primordial e simbolizava tanto a ordem cósmica quanto a harmonia social. As instruções de Ptaotepe foram escritas como conselhos ao seu povo, na esperança de manter a dita "ordem social". Ele escreveu conselhos perspicazes, cobrindo tópicos de maneiras à mesa e conduta adequada para obter sucesso nos círculos judiciais, até a dicas úteis para o marido por preservar a beleza de sua esposa. Ptaotepe também escreveu mais instruções sociais, como maneiras de evitar pessoas argumentativas e cultivar o autocontrole.
Há autores que datam das máximas de Ptaotepe muito antes do século XXV a.C. Por exemplo, o historiador Will Durant, vencedor do prêmio Pulitzer, data esses escritos em 2 880 a.C. em The Story of Civilization: Our Oriental History, publicado em 1935. Durant afirma que Ptaotepe poderia ser considerado o primeiro filósofo em virtude de ter os primeiros fragmentos sobreviventes de filosofia moral (isto é, "As Máximas de Ptah-Hotep"). 
O neto de Ptaotepe, Ptaotepe Texefi, é tradicionalmente creditado como o autor da coleção de ditos sábios conhecidos como As Máximas de Ptaotepe, cujas linhas de abertura atribuem autoria ao vizir Ptaotepe: Instrução do Prefeito da cidade, o vizir Ptaotepe, sob a Majestade do Rei Isesi. Eles tomam a forma de conselhos e instruções de pai para filho e dizem ter sido reunidos durante o final do Antigo Reino. No entanto, suas cópias sobreviventes mais antigas são escritas em egípcio médio, datando do final do Primeiro Período Intermediário do Império Médio. Isso significa que o livro foi mais provavelmente composto no Império Médio e a autoria é fictícia.
A tradução de 1906 por Battiscombe Gunn, publicada como parte da série "Sabedoria do Oriente", foi feita diretamente do papiro Prisse em Paris, e não de cópias, e ainda está em prelo.
Uma cópia do manuscrito, o Papiro Prisse, está em exibição no Louvre.